# Oecobius alhoutyae
Oecobius alhoutyae är en spindelart som beskrevs av Jörg Wunderlich 1995. Oecobius alhoutyae ingår i släktet Oecobius och familjen Oecobiidae.
Artens utbredningsområde är Kuwait. Inga underarter finns listade i Catalogue of Life.